# Distrikt Vinchos
Der Distrikt Vinchos liegt in der Provinz Huamanga in der Region Ayacucho in Südzentral-Peru. Der Distrikt wurde am 2. Januar 1857 gegründet. Der Distrikt hat eine Fläche von 951 km². Beim Zensus 2017 wurden 14.901 Einwohner gezählt. Im Jahr 1993 lag die Einwohnerzahl bei 12.647, im Jahr 2007 bei 15.787 Einwohnern. Die Distriktverwaltung befindet sich in der auf einer Höhe von 3150 m am Ostufer des nach Norden strömenden Río Cachi (auch Río Vinchos) gelegene Ortschaft Vinchos mit 546 Einwohnern (Stand 2017). Vinchos liegt knapp 17 km südwestlich der Provinz- und Regionshauptstadt Ayacucho (Huamanga).

## Geographische Lage
Der Distrikt Vinchos liegt im äußersten Westen der Provinz Huamanga. Er liegt im Andenhochland. Der Río Cachi entwässert das Areal in nördlicher Richtung zum Río Mantaro.
Der Distrikt Vinchos grenzt im Süden an den Distrikt Chuschi, im Südwesten an den Distrikt Paras (beide in der Provinz Cangallo), im Westen an den Distrikt Pilpichaca (Provinz Huaytará), im Nordwesten an die Distrikte Lircay und Santo Tomás de Pata (beide in der Provinz Angaraes), im Nordosten an die Distrikte San José de Ticllas und Socos sowie im Südosten an die Distrikte Chiara und Los Morochucos (Provinz Cangallo).

## Ortschaften
Im Distrikt gibt es neben dem Hauptort folgende größere Ortschaften:
- Anchac Huasi (303 Einwohner)
- Casacancha (514 Einwohner)
- Ccactus Urcco (417 Einwohner)
- Cochapampa (232 Einwohner)
- Llihuacucho (201 Einwohner)
- Paccha (1649 Einwohner)
- Putacca (240 Einwohner)
- Rosaspata (245 Einwohner)